# Bogusz Salwiński
Bogusz Salwiński (ur. 1948 w Bytomiu, zm. 15 września 2022) – polski rzeźbiarz, profesor, prodziekan (1990-1996) i dziekan  Wydziału Rzeźby ASP w Krakowie (2002-2005 i 2005-2008). Uzyskał dyplom z wyróżnieniem w pracowni prof. Mariana Koniecznego w 1973.

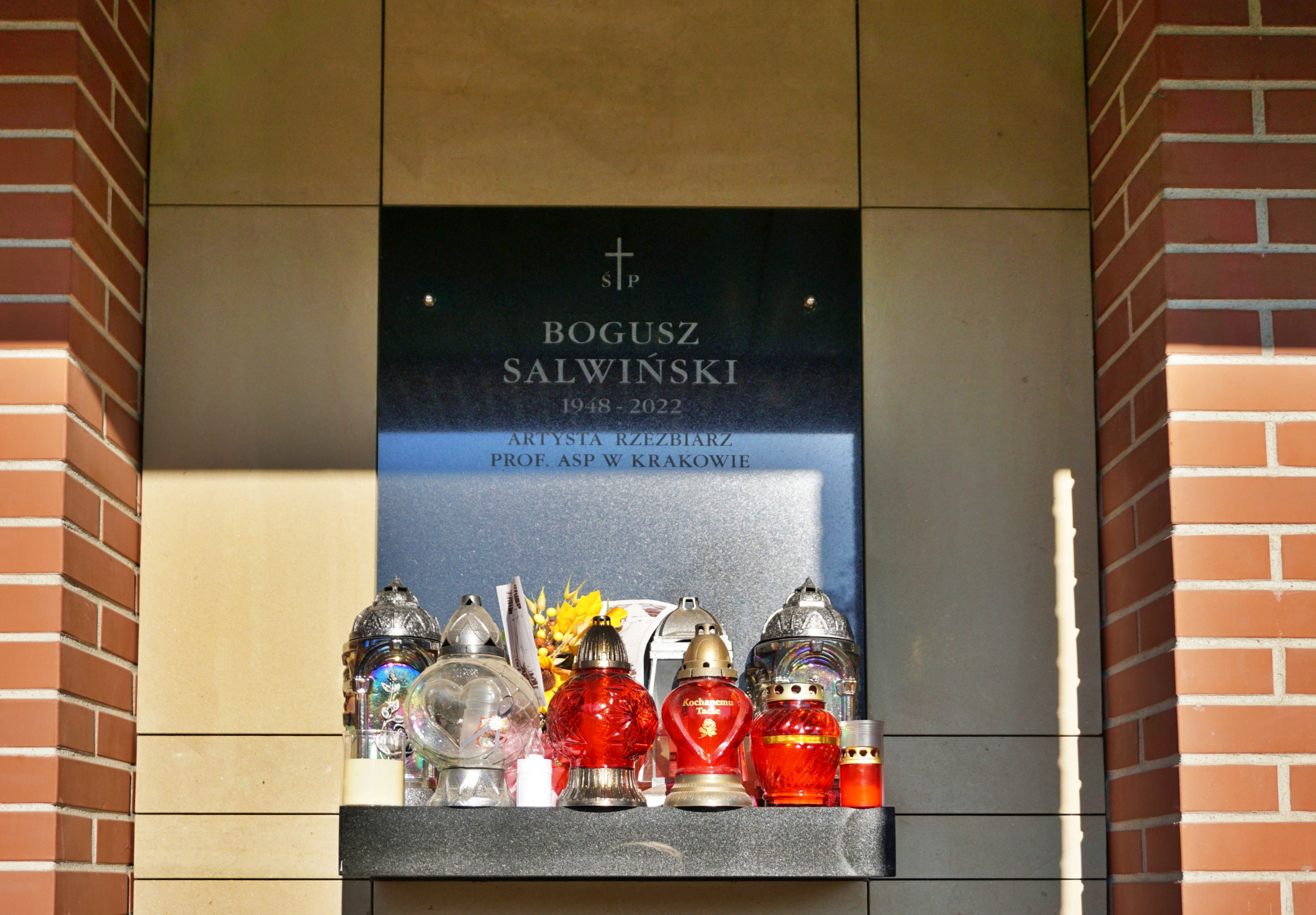
Grób Bogusza Salwińskiego na cmentarzu wojskowym przy ul. Prandoty w Krakowie

Inicjował i organizował wiele imprez środowiskowych, m.in. ostatnie edycje „Rzeźby Roku” i prezentację Rzeźby Krakowskiej w Berlinie. 